# De aquí y de allá (EP)
De aquí y de allá es un EP de la cantautora chilena Isabel Parra, hija de Violeta Parra, lanzado en 1971 por el sello discográfico DICAP, previamente al lanzamiento de su álbum del mismo año y del mismo sello, De aquí y de allá.
En la interpretación del tema «La compañera rescatable» participa la reconocida banda Los Jaivas, y en «Son de la loma» el músico de dicha banda Horacio Salinas.

## Lista de canciones
| Lado A |                             |              |          |  |
| N.º    | Título                      | Música       | Duración |  |
| 1.     | «Póngale el hombro, mijito» | Isabel Parra |          |  |
| 2.     | «La compañera rescatable»   | Isabel Parra |          |  |

| Lado B |                                     |                  |          |  |
| N.º    | Título                              | Música           | Duración |  |
| 3.     | «Al final de este viaje en la vida» | Silvio Rodríguez |          |  |
| 4.     | «Son de la loma»                    | Miguel Matamoros |          |  |

## Créditos
Intérpretes
- Isabel Parra
- Los Jaivas: en tema 2.
- Horacio Salinas: en tema 4.